# 纳地美定
纳地美定 （台灣商品名適秘效，美國商品名Symproic ，歐盟地區商品名Rizmoic ），是一種口服末梢性µ型類鴉片受體拮抗劑，用於治療成年人患有非因癌症所導致之慢性疼痛，因長期使用鴉片类药物所致之便秘。本藥物由鹽野義製藥开发，临床研究发现它对上述适应症的效果具有统计学上的意义，一般來說病人耐受度良好，副作用主要為轻至中度的腸胃道副作用， 仅有少数病人發生中枢神經系統鴉片類藥物戒斷症狀，或是影響了同時給予的鴉片類藥物的止痛或縮瞳效果。 

## 医疗用途
美国核准纳地美定治疗患有慢性癌症疼痛的成人，因使用鴉片類藥物所導致的便秘，包括因先前的癌症或其治疗相关的慢性疼痛，且不需要频繁增加鴉片類止痛藥物劑量的病人。 
在欧盟，纳地美定也被核准治療成年人因鴉片類藥物導致的便秘，作为瀉劑治疗后的二线用藥。 

## 禁忌症
禁用于腸胃道阻塞或穿孔病人，或有这些问题风险的患者。  

## 副作用
研究時發現的副作用如下：腹痛（用藥組發生率8-11%，安慰剂组为 2-5%）、腹泻（7%，安慰劑組2-3%）、恶心（4-6%，安慰劑組2- 5%）、呕吐（3%，安慰劑組2%）、肠胃炎（2-3%，安慰劑組1%），以及鴉片類藥物戒斷症候群（1.5-3.2% ，對安慰劑組為0.5-1.5%）。后者除一位病人發生嚴重但可處理的副作用外，皆為輕至中度。超敏反应少見，僅有兩位病人。  

## 过量
單次給予高達建議剂量的500倍劑量，以及給予高達推荐剂量的150倍之劑量持续10天，會導致前述副作用增加，但僅為轻度到中度之嚴重程度。  

## 交互作用
纳地美定主要由肝臟的酵素CYP3A4代謝，故此酵素的抑制剂將增加纳地美定的體內濃度，可能增加其副作用。例如伊曲康唑（增加了纳地美定的暴露量達2.9倍）、酮康唑、克拉霉素和葡萄柚汁。相對地，CYP3A4的诱导剂如利福平和圣约翰草將降低纳地美定在體內的濃度；利福平可降低纳地美定濃度達 83%。  
P-糖蛋白的强抑制剂（如环孢素）可能会增加血浆中的纳地美定浓度。  

## 药理

### 作用機轉
纳地美定是纳曲酮的衍生物，并且可阻断μ、δ和κ型鴉片受體。纳地美定因能穿越血脑屏障而可用于治疗鴉片類藥物依賴性。但纳地美定因為有巨大的親水性側鏈，以及與P-醣蛋白的親和力，故纳地美定在中樞神經系統中的濃度極低，反而主要作用於腸胃道的μ型鴉片受体，對抗鴉片類藥物導致的便秘。 

### 药代动力学
口服后，纳地美定的绝对生物利用度介於20%至56%，空腹服用0.75小时後（與高量脂肪餐點一起服用 2.5 小时后）达到最高血浆濃度。與實務憶起服用或空腹服用，其藥物濃度曲線下面積没有显着差异，因此服藥時間與是否空腹無關。本藥物进入血液後，93%至94%的与血浆蛋白結合，主要是白蛋白。  

纳地美定主要由CYP3A4代谢为去甲基纳地美定（约占循环中本物质的9-13%），部分由UGT1A3代謝为纳地美定3-葡糖苷酸，次要代謝物物包括 6-葡糖苷酸、7-( R/S )-羟基衍生物，以及肠細菌裂解𫫇二唑环形成纳地美定羧酸與苯甲脒。去甲基纳地美定与含葡糖苷酸根和羧酸根的衍生物，也可以拮抗鸦片类受体，但不如原始药物有效。 

去甲基纳地美定，主要代谢物
次要代谢物：蓝色是葡萄糖醛酸化位点，棕色是羟基化位点，绿色是裂解位点

纳地美定及其代谢物經由尿液和粪便排泄。终末半衰期约为11小时。  

## 化学
纳地美定藥物為甲苯磺酸盐的形式，呈白至淺褐色粉末狀，不吸湿，在生理pH值下具有高水溶性。 

## 临床试验
COMPOSE计划是在18-80岁患有慢性非癌症疼痛，但因使用鴉片類藥物導致便秘的成年人，所进行的三期临床試驗。COMPOSE-I和COMPOSE-II是为12周的随机雙盲对照试验，比较纳地美定与安慰剂的效果。COMPOSE-I于2013年8月至2015年1月在七个国家的68家门诊單位進行，而COMPOSE-II于2013年11月开始至2015年6月在六个国家的69個門診單位进行。在这两项试验中，病人被随机分配接受纳地美定0.2毫克或安慰剂，每天一次，持续12周。治療有反應的定義為每周至少有3次自发排便，且在12周試驗期間的9周中有增加1次自发排便，包括研究最后4周中的3周。在COMPOSE-I和COMPOSE-II中，纳地美定组的反應者比例显着高于安慰剂组。两项试验中的不良事件相似，然而使用纳地美定组患者的不良事件发生率略高。 
COMPOSE-III是为期52周的临床试验，旨在研究纳地美定在非癌症慢性疼痛患者中的长期安全性。結果發現在統計學上病人每周排便增加，且並未有鴉片類藥物戒断症状，結論為兩组之间的不良反应相似。 